# سامانه ودیعه‌گذاری

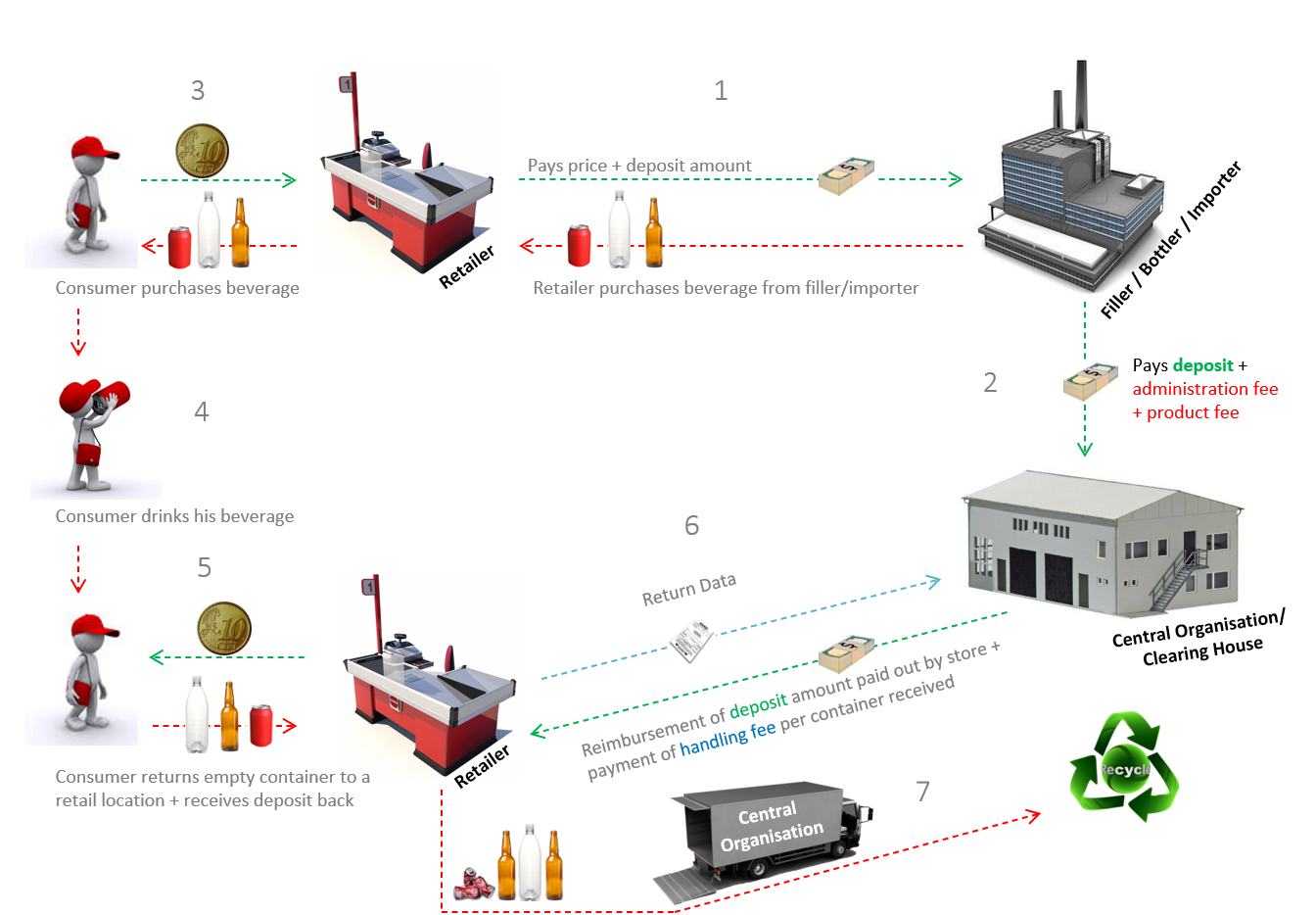
طرحواره ای از یک سیستم ودیعه گذاری بر بطری ها

سامانه ودیعه‌گذاری و دریافت، «سامانه همگانی بازیافت»، «سامانه وثیقه و استرداد» یا به اختصار سامانه ودیعه‌گذاری مفهومی از سامانه است که در آن مبلغ مشخصی به عنوان ودیعه به قیمت محصول مورد نظر در زمان فروش اضافه شده و در زمان تحویل بازگردانده می‌شود. در اینجا مبلغ ودیعه به علاوه مبلغ خود محصول توسط مصرف‌کننده در زمان خرید کالا به فروشنده پرداخت شده و در زمان تحویل کالای استفاده‌شده به فروشنده، این مبلغ دوباره دریافت می‌شود.

## هدف
هدف مشخص سامانه ودیعه‌گذاری حفاظت از محیط زیست از طریق ایجاد انگیزه مالی و نیروی محرکه برای بازیافت پسماند، تقویت اقتصاد دورانی و کاهش مواد زائد و دور ریختنی است.

## موارد استفاده
مهم‌ترین مورد استفاده از سامانه‌های در بطری‌های یک‌بار مصرف نوشیدنی در سیستم "ودیعه گذاری بر بطری" ها یا Deposit Return Scheme for Beverage Containers است اما در موارد دیگری که شامل بسته‌بندی یا محفظ‌ه دورانداختنی است مانند پاکت سیگار، ظروف مواد غذایی غیر از نوشیدنی، تایر خودروها و دستگاه‌های الکترونیکی نیز قابل استفاده است.

## بسته‌بندی‌های سپرده‌گذاری
نوشیدنی هایی که بسته‌بندی‌های دارای ودیعه دارند، همه جا فروخته می شوند. در واقع در جوامعی که قانون ودیعه بر بطری ها را دارند، همه بطری های یکبار مصرف برچسب "ودیعه" دارند که در کشورهای انگلیسی زبان Deposit در آلمان pfand و در نروژ و سوئد pant خطاب می شود. خرده فروش ها مثل فروشگاه های زنجیره ای، به صورت دستی یا مکانیزه توسط پس‌خرید بطری های دارای ودیعه را از مشتریان بازپس می گیرند. حمل و نقل بسته‌بندی‌های جمع‌آوری شده به مرکز شمارش و مرتب‌سازی توسط یک مرکز پردازش که برای مدیریت کلی سامانه ودیعه ایجاد شده، انجام می شود. بسته‌بندی‌های بدون علامت ودیعه را نمی‌توان برای برگشت پذیرفت و با سپرده بازپرداخت نمی‌شود.